# 琵琶萝卜螺
琵琶萝卜螺（学名：Radix luteola）为椎实螺科萝卜螺属的动物，是中国的特有物种。分布于云南、等地，多生活于泥底质的小池塘内。